# Перл, Мартин Льюис
Ма́ртин Лью́ис Перл (англ. Martin Lewis Perl; 24 июня 1927, Нью-Йорк — 30 сентября 2014, Пало-Алто) — американский физик, профессор, общественный деятель, лауреат премии Вольфа (1982) за открытие ряда элементарных частиц, в том числе кварков, лауреат Нобелевской премии по физике (половина премии за 1995 год «за открытие тау-лептона»; вторую половину премии получил Фредерик Райнес «за экспериментальное обнаружение нейтрино»).
Член Национальной академии наук США (1981).

## Биография
Родился в Нью-Йорке, в еврейской семье выходца из местечка Пружаны, ныне города в Брестской области Белоруссии Оскара Перла и Фаи Розенталь. Оскар Перл вырос на манхэттенском Ист-Сайде, Фая Розенталь — в бруклинском Браунсвилле. Кроме Мартина, в семье Оскара и Фаи родился ещё один ребёнок — Лиля Перл.
Во время Второй мировой войны был морским пехотинцем (1944—1945). В 1948 году окончил химический факультет Политехнического института в Бруклине, получив специальность инженера-химика. В 1948—1950 работал в фирме Дженерал электрик в подразделении, занимающемся производством электровакуумных приборов. Заинтересовавшись атомной физикой, поступил в Юнион-колледж (Нью-Йорк) на курс физики, потом в Колумбийский университет, где под руководством лауреата Нобелевской премии по физике (1944) профессора Исидора Раби занялся научной работой в области ядерного магнитного резонанса. Его диссертация на степень доктора философии, защищённая в 1955 году, была посвящена измерению ядерного квадрупольного момента натрия методом ЯМР-спектроскопии.
После защиты Перл переключился на экспериментальную физику элементарных частиц и перешёл в Мичиганский университет, где с помощью пузырьковых камер исследовал рассеяние пионов на нуклонах. Во время работы в Мичигане Перл был научным руководителем будущего Нобелевского лауреата Сэмюэла Тинга, защитившего докторскую диссертацию в 1962 году.
В 1963 году Мартин Перл был приглашён работать на строящийся в Стэнфорде линейный ускоритель. Здесь он и его коллеги проектировали и строили установки для подтверждения своих научных гипотез. В течение 1970-х годов здесь было поставлено большое количество экспериментов, позволивших сделать ряд важнейших открытий. В середине 1970-х годов коллаборация под руководством Мартина Перла открыла элементарную частицу тау-лептон.
За открытие так называемого третьего поколения элементарных частиц (тау, тау-нейтрино, верхний и нижний кварки) Перл был удостоен премии Вольфа по физике (1982). Впоследствии Перл разделил с физиком Фредериком Райнесом Нобелевскую премию по физике (1995). Учёный работал также над применением оптики и электроники, занимался вопросами защиты окружающей среды, оставался убеждённым противником атомного вооружения.
Перл активно работал в физике до конца жизни. Так, в 2011 году он предложил новый тип экспериментов для лабораторного исследования тёмной энергии с помощью атомного интерферометра на пучках свободно падающих атомов цезия.